# Puttense moordzaak
De Puttense moordzaak is bekend komen te staan als de verkrachting van en moord op de 23-jarige stewardess Christel Ambrosius op 9 januari 1994 in het huis van haar grootmoeder in de Gelderse plaats Putten.
De twee Puttense zwagers Wilco Viets en Herman du Bois werden voor dit misdrijf in 1995 tot een gevangenisstraf van 10 jaar veroordeeld. Ze kwamen in 2002 vrij nadat ze twee derde van hun straf hadden uitgezeten. In een herzieningsprocedure in hoger beroep werden ze in 2002 vrijgesproken. In 2008 werd een nieuwe verdachte, Ronald P., opgepakt. Hij werd in hoger beroep veroordeeld tot 18 jaar celstraf.
De Puttense moordzaak staat vanwege de onterechte veroordeling van Viets en Du Bois bekend als een van de grootste gerechtelijke dwalingen van de laatste decennia in Nederland.

## De feiten
Christel Ambrosius (geboren te Harderwijk, 1 december 1970) werd op 9 januari 1994 dood aangetroffen in het huis van haar grootmoeder in de bossen bij Putten. Als belangrijkste sporen werden één grote spermadruppel op Christels been en twee niet-lichaamseigen haren gevonden.
Gedurende het onderzoek werd een groot aantal Puttenaren gehoord. Zo ook de mannen Wilco Viets, Herman du Bois, Willem Bettink en Gerrit Schuchard, die in de weekenden in een oude Mercedes rondjes door de bossen reden. Omdat een aantal wandelaars getuigden op de middag van de moord een Mercedes te hebben zien rondrijden, werden de mannen direct verdacht.

## Onderzoek
De vier mannen werden aan een serie verhoren blootgesteld. Hierbij voedde de politie hen met daderkennis en kregen de mannen details te zien van de verklaringen die de andere verdachten af hadden gelegd. Twee van de vier mannen beschuldigden de uiteindelijk veroordeelde Viets en Du Bois van de moord op Ambrosius.

## Reconstructie
Aan de hand van de afgelegde verklaringen maakte de politie de volgende reconstructie. Op de zondagmiddag waarop Christel Ambrosius vermoord werd, gingen de vier mannen gewoontegetrouw met de Mercedes toeren in het bos. Toen ze Christel zagen fietsen, stapten Viets en Du Bois uit en liepen met haar mee naar het huis van Christels grootmoeder. De andere twee mannen reden een eindje door, stapten ook uit, liepen terug naar het huisje waar hun vrienden met Christel naar binnen waren gegaan en zagen vanuit de voortuin door het raam hoe Christel door de vrienden gewurgd, verkracht en vervolgens vermoord werd. De mannen grepen niet in, maar wachtten hun vrienden op en ze maakten zich gezamenlijk uit de voeten.
Toen bleek dat er geen enkel spoor van Viets en Du Bois in en rondom het huisje van Christels grootmoeder werd aangetroffen, kwam de politie met de zogeheten 'sleeptheorie'. Het belangrijkste bewijs, een druppel sperma op het lichaam van het slachtoffer, bleek niet afkomstig te zijn van een van de verdachten. Dit werd toen verklaard door te zeggen dat deze afkomstig was van eerder, vrijwillig seksueel contact met een derde, die nooit is geïdentificeerd. Het sperma zou tijdens de verkrachting 'versleept' zijn uit de vagina van het slachtoffer. De zaak trok de aandacht van Peter R. de Vries.
Uiteindelijk werden Viets en Du Bois in oktober 1995 in hoger beroep veroordeeld tot tien jaar gevangenisstraf. De twee vrienden van de veroordeelden, die verklaarden te hebben gezien dat Christel Ambrosius werd verkracht en vermoord, kregen geen straf opgelegd.

## Kritiek en vrijspraak
De door Peter R. de Vries ingeschakelde oud-hoofdcommissaris Jan Blaauw schreef in 1999 een brief met acht punten van kritiek aan de minister van Justitie. Deze brief leidde tot Kamervragen, maar niet tot herziening van het vonnis. Een jaar later verscheen een boek van Blaauw over de zaak, waarin de politie tunnelvisie werd verweten.
De twee mannen die in 2002 na het uitzitten van twee derde van hun straf vrijkwamen, hielden vol onschuldig te zijn. Na een door Geert-Jan Knoops ingediend revisieverzoek besloot de Hoge Raad op 26 juni 2001 dat het proces moest worden heropend. Op 24 april 2002 werden de twee veroordeelden uiteindelijk formeel vrijgesproken. Viets en Du Bois kregen samen een schadevergoeding van ruim 1,8 miljoen euro. Du Bois' echtgenote Anja schreef een boek over het leven in het gezin na zijn arrestatie.
Op basis van analyse van aanvullende onderzoeksmogelijkheden en de daaruit voortkomende aanbevelingen besloot het Openbaar Ministerie in juni 2006 het opsporingsonderzoek te hervatten.

## Nieuwe verdachte
Op 20 mei 2008 werd bekendgemaakt dat een nieuwe, derde verdachte was aangehouden op basis van een DNA-match. Het ging om de toen 33-jarige Ronald P. uit Delft, die oorspronkelijk uit Putten komt en ten tijde van het misdrijf op enkele honderden meters van Christel Ambrosius woonde. Volgens dagblad De Stentor was P. waarschijnlijk de "jongen uit een internaat in de regio" die na de moord door de politie was verhoord en vervolgens weer vrijgelaten, nadat hij had geweigerd mee te werken aan een DNA-onderzoek. In 2005 werd P. veroordeeld tot een werkstraf voor een geweldsmisdrijf waarbij hij zijn partner had mishandeld. In oktober 2007 moest hij op last van de rechter DNA afstaan. Het afgenomen materiaal werd in april 2008 door het Nederlands Forensisch Instituut (NFI) gematcht met DNA-materiaal uit het onderzoek van de Puttense moordzaak.
De advocaat van de verdachte, mr. R. van Boom, vroeg inzicht in de oude dossiers. In juni 2009 bleek dat het oorspronkelijke DNA-dossiermateriaal bij het NFI verloren was gegaan. Enige dagen na het bekend worden van dit feit werd ook duidelijk dat de slip en laarzen van Christel vermist waren. Op 29 juni 2009 werd de zaak in de rechtszaal van Zutphen behandeld. De DNA-deskundige Richard Eikelenboom van Independent Forensic Services (IFS) stelde dat het vermiste dossier van belang was voor het sporenonderzoek. Ronald P. beweerde een geheime relatie met Christel te hebben gehad. Hij verklaarde tijdens het verhoor dat hij in de avond voor haar dood in zijn ouderlijk huis circa twee uur intiem met haar was geweest, wat volgens zijn advocaat de sporen op het lichaam van het slachtoffer zou verklaren. Door de officier van justitie werd de verklaring van P. beschouwd als "ongeloofwaardig" en "een kletsverhaal".
Op 26 augustus eiste het Openbaar Ministerie vijftien jaar cel tegen P. In het vonnis, op 9 oktober 2009, volgde de rechtbank deze eis. In hoger beroep eiste de aanklager 18 jaar cel. Het gerechtshof in Arnhem deed uitspraak op 10 november 2011 en volgde deze eis. In 2013 werd de cassatie bij de Hoge Raad behandeld. De advocaat-generaal adviseerde de schuldigverklaring te handhaven. Naar de duur van de straf zou opnieuw moeten worden gekeken, omdat bij het oorspronkelijke vonnis geen rekening was gehouden met eerder opgelegde straffen voor diefstallen. De Hoge Raad oordeelde op 17 september 2013 dat het gerechtshof een te lange gevangenisstraf had opgelegd en verminderde de gevangenisstraf tot 15 jaar en 6 maanden. In 2022 oordeelde de Rechtbank Gelderland dat P. niet voor vervroegde vrijlating in aanmerking kwam.

## Nieuwe kritiek
In november 2016 trad de wetenschapsfilosoof Ton Derksen, de auteur van onder meer Onschuldig vast (2016) en die eerder herziening in de strafzaak tegen verpleegster Lucia de B. wist te bewerkstelligen, in de publiciteit met de stelling dat de aantijgingen tegen P. geen stand zouden kunnen houden en dat de werkelijke dader dan nog altijd vrij zou rondlopen. Hij kondigde daarbij de publicatie van zijn boek Putten II aan. Dat boek, Dubbel gedwaald: Putten II en de Rijswijkse moordzaak, verscheen in december 2017.
Volgens Derksen zou er iets structureel mis zijn met de Nederlandse strafvordering. In zijn boek attendeert hij na een grondige bestudering van de bewijslevering op vele twijfelachtige conclusies die in de gecompliceerde Puttense en Rijswijkse zaak werden getrokken. Toen eerst het later onschuldig bevonden tweetal Viets en Du Bois voor de Puttense moordzaak werd vervolgd, werd er door de politie en het Openbaar Ministerie een belangrijke betekenis toegekend aan getuigen die hadden verklaard destijds twee mannen in de buurt van die woning te hebben gezien. Toen echter later Ronald P. als verdachte in beeld kwam, werden diezelfde getuigenverklaringen over twee waargenomen mannen even gemakkelijk opzijgeschoven. Anders dan in het geval van de Rijswijkse moordzaak, waarin cruciale betekenis was toegekend aan de verklaring van een medegedetineerde, somt Derksen in de Puttense zaak ook een aantal bezwaren op tegen de technische bewijslevering.